# Quamrul Hassan
Quamrul Hassan (bengali : কামরুল হাসান, 1921-1988) était un artiste bengali. Hassan est souvent appelé Potua au Bangladesh, un mot habituellement associé aux artistes folkloriques, en raison de son style terre à terre mais très moderne dans la nature car il a toujours ajouté le cubisme à ses œuvres d'art. En plus de son héritage artistique, deux des œuvres d'Hassan font maintenant partie de l'histoire politique du Bangladesh. La première est une restitution monstrueuse de Yahya Khan, le président pakistanais qui a ordonné le génocide au Bangladesh. Le second était juste avant sa mort, se moquant du dictateur bangladais de l'époque, Hossain Mohammad Ershad. Cette esquisse était intitulée « Desh aaj bisshobeheheyar khoppre » (Notre terre est maintenant entre les mains du champion de l'impudeur).
Hassan a enseigné à Rafiqun Nabi.